# Liste des édifices religieux de Nice
Cet article présente la liste des édifices religieux situés sur le territoire de la ville de Nice.
Note : cette liste n'est pas exhaustive.

## Christianisme

### Catholicisme
| Quartier              | Nom(s) | Doyenné                                                   | Paroisse                                                  | Adresse                                                    | Coordonnées                       | Photo                                     |
| --------------------- | --- | --------------------------------------------------------- | --------------------------------------------------------- | ---------------------------------------------------------- | --------------------------------- | ----------------------------------------- |
| Vieux-Nice            | Cathédrale Sainte-Marie du château de Nice                                                                                     | détruite en 1706                                          | détruite en 1706                                          | colline du château                                         | 43° 41′ 45″ N, 7° 16′ 51″ E       |                                           |
| Vieux-Nice            | Cathédrale Sainte-Réparate | siège du diocèse de Nice                                  | siège du diocèse de Nice                                  | 3, place Rossetti                                          | 43° 41′ 50″ N, 7° 16′ 33″ E       |                                           |
| Vieux-Nice            | Chapelle de la Miséricorde dite des pénitents noirs                                                                            | Nice-centre                                               | Bienheureux Jean XXIII                                    | cours Saleya, place Pierre-Gautier                         | 43° 41′ 44,82″ N, 7° 16′ 31,29″ E |                                           |
| Vieux-Nice            | Chapelle de la Sainte-Trinité                                                                                                  | chapelle du cimetière du château                          | chapelle du cimetière du château                          | colline du château                                         | 43° 41′ 53,43″ N, 7° 16′ 47,91″ E |                                           |
| Vieux-Nice            | Chapelle de la Très-Sainte-Trinité et du Saint-Suaire ou chapelle de la Sainte-Trinité dite des pénitents rouges               | Nice-centre                                               | Bienheureux Jean XXIII                                    | 1, rue du Saint-Suaire                                     | 43° 41′ 43,78″ N, 7° 16′ 38,21″ E |                                           |
| Vieux-Nice            | Chapelle de la Visitation ou chapelle de la Providence                                                                         | reconvertie en centre culturel                            | reconvertie en centre culturel                            | rue Saint-Augustin                                         | 43° 41′ 57″ N, 7° 16′ 45″ E       |                                           |
| Vieux-Nice            | Chapelle de la Visitation Sainte-Claire et couvent de la Visitation Sainte-Claire                                              | chapelle rattachée à la FSSPX, couvent désaffecté         | chapelle rattachée à la FSSPX, couvent désaffecté         | place Sainte-Claire, rue Sainte-Claire, rue des Serruriers | 43° 41′ 52,67″ N, 7° 16′ 43,72″ E |                                           |
| Vieux-Nice            | Chapelle du Saint-Sépulcre ou chapelle du Très-Saint-Sépulcre dite des pénitents bleus                                         | Nice-centre                                               | Bienheureux Jean XXIII                                    | 7, place Garibaldi                                         | 43° 42′ 01,82″ N, 7° 16′ 47,67″ E |                                           |
| Vieux-Nice            | Chapelle Sainte-Croix dite des pénitents blancs                                                                                | Nice-centre                                               | Bienheureux Jean XXIII                                    | rue de la Loge                                             | 43° 41′ 52″ N, 7° 16′ 40,39″ E    |                                           |
| Vieux-Nice            | Couvent Saint-François | remodelé et reconverti il subsiste la tour Saint-François | remodelé et reconverti il subsiste la tour Saint-François | rue de la Tour, place Saint-François                       | 43° 41′ 58,46″ N, 7° 16′ 42,6″ E  |                                           |
| Vieux-Nice            | Église de l'Annonciation ou chapelle Sainte-Rita ou chapelle Saint-Jaume (ou Saint-Giaume) ou chapelle Saint-Jacques-le-Majeur | Nice-centre                                               | Bienheureux Jean XXIII                                    | 1, rue de la Poissonnerie, rue de la Préfecture            | 43° 41′ 46,26″ N, 7° 16′ 34,96″ E |                                           |
| Vieux-Nice            | Église Saint-François-de-Paule                                                                                                 | Nice-centre                                               | Bienheureux Jean XXIII                                    | rue Saint-François-de-Paule                                | 43° 41′ 45,57″ N, 7° 16′ 20,16″ E |                                           |
| Vieux-Nice            | Église Saint-Jacques-le-Majeur ou église du Gesù                                                                               | Nice-centre                                               | Bienheureux Jean XXIII                                    | rue Droite, place du Jésus                                 | 43° 41′ 48,35″ N, 7° 16′ 38,36″ E |                                           |
| Vieux-Nice            | Église Saint-Martin-Saint-Augustin                                                                                             | Nice-centre                                               | Bienheureux Jean XXIII                                    | place Saint-Augustin                                       | 43° 41′ 58,62″ N, 7° 16′ 46,22″ E |                                           |
| Vieux-Nice            | Oratoire du Malonat ou sanctuaire Notre-Dame-du-Malonat ou oratoire de Notre-Dame-du-Bon-Secours                               | Nice-centre                                               | Bienheureux Jean XXIII                                    | rue du Malonat                                             | 43° 41′ 46,54″ N, 7° 16′ 41,39″ E |                                           |
| Pasteur               | Abbaye Saint-Pons | Nice-est                                                  | Saint-François-de-Sales                                   | montée de l'Abbaye de Saint-Pons                           | 43° 43′ 30″ N, 7° 16′ 59″ E       |                                           |
| Roquebillière         | Chapelle Notre-Dame-du-Bon-Voyage                                                                                              | Nice-est                                                  | Saint-François-de-Sales                                   | 270, route de Turin                                        | 43° 43′ 48,93″ N, 7° 17′ 04,16″ E |                                           |
| Roquebillière         | Église Notre-Dame-du-Bon-Voyage                                                                                                | Nice-est                                                  | Saint-Pierre-de-l'Ariane                                  | pont René-Coty, esplanade Égide Martelli                   | 43° 43′ 22″ N, 7° 17′ 20″ E       |                                           |
| Saint-Roch            | Chapelle Saint-Aubert | propriété privée                                          | propriété privée                                          | boulevard de l'Observatoire                                | 43° 43′ 35″ N, 7° 17′ 36″ E       |                                           |
| Saint-Roch            | Chapelle Saint-Charles | désaffectée                                               | désaffectée                                               | boulevard de l'Observatoire                                | 43° 43′ 12,86″ N, 7° 17′ 46,14″ E |                                           |
| Cimiez                | Chapelle Sainte-Anne | Nice-nord                                                 | Sainte-Marie-des-Anges                                    | avenue de Flirey, avenue du monastère                      | 43° 43′ 14,8″ N, 7° 16′ 34,9″ E   |                                           |
| Vinaigrier            | Chapelle Sainte-Thérèse | désaffectée                                               | désaffectée                                               | col des Quatre-Chemins                                     | 43° 42′ 59,78″ N, 7° 18′ 44,84″ E |                                           |
| Cimiez                | Église Notre-Dame-Auxiliatrice ou église de Don-Bosco                                                                          | Nice-est                                                  | Saint-François-de-Sales                                   | 36, place Don-Bosco                                        | 43° 42′ 33″ N, 7° 16′ 52″ E       |                                           |
| Mont-Boron            | Église Notre-Dame-de-France | Nice-est                                                  | Notre-Dame de l'Espérance                                 | 9, chemin du Fort-du-Mont-Alban                            | 43° 42′ 19,11″ N, 7° 18′ 04,91″ E |                                           |
| Saint-Roch            | Église Notre-Dame-de-Bon-Conseil                                                                                               | Nice-est                                                  | Saint-François-de-Sales                                   | 19, rue Louis-Garneray                                     | 43° 42′ 25,91″ N, 7° 17′ 38,88″ E |                                           |
| Mont-Boron            | Église Notre-Dame-du-Perpétuel-Secours                                                                                         | Nice-est                                                  | Sainte-Famille                                            | 34, boulevard du Mont-Boron                                | 43° 41′ 30,04″ N, 7° 17′ 46,56″ E |                                           |
| Port                  | Église Notre-Dame-du-Port ou église Notre-Dame-de-l'Immaculée-Conception                                                       | Nice-est                                                  | Sainte-Famille                                            | place de l’Île-de-Beauté                                   | 43° 41′ 56,07″ N, 7° 17′ 06,87″ E |                                           |
| Riquier               | Église Saint-Joseph | Nice-est                                                  | Sainte-Famille                                            | 21, rue Smollett                                           | 43° 42′ 13,84″ N, 7° 17′ 03,17″ E |                                           |
| Ariane                | Église Saint-Pierre-de-l'Ariane                                                                                                | Nice-est                                                  | Saint-Pierre-de-l'Ariane                                  | rue Pierre-Séguran                                         | 43° 44′ 16,79″ N, 7° 18′ 23,18″ E |                                           |
| L'Ariane              | Église Saint-Pierre-de-l'Ariane (ancienne)                                                                                     | Nice-est                                                  | Saint-Pierre-de-l'Ariane                                  | place de l'Ariane                                          |                                   |                                           |
| Saint-Roch            | Église Saint-Roch | Nice-est                                                  | Saint-François-de-Sales                                   | place Saint-Roch                                           | 43° 42′ 45″ N, 7° 17′ 30″ E       |                                           |
| Mont-Boron            | Chapelle de la Pointe de la Rascasse                                                                                           |                                                           |                                                           | 56, boulevard Princesse-Grâce                              | 43° 41′ 19″ N, 7° 18′ 25″ E       |                                           |
| Mont-Boron            | Chapelle | propriété privée                                          | propriété privée                                          | 105, boulevard Carnot                                      | 43° 41′ 31″ N, 7° 17′ 39″ E       |                                           |
| Mont-Boron            | Chapelle du petit séminaire de Nice ou Chapelle Notre-Dame-de-l'Immaculée-Conception                                           | Nice-est                                                  | -                                                         | 29, boulevard Franck-Pilatte                               | 43° 41′ 30″ N, 7° 17′ 34″ E       |                                           |
| Cimiez                | Monastère de Cimiez avec l'église Notre-Dame-de-l'Assomption ou église Notre-Dame-de-Cimiez                                    | Nice-nord                                                 | Sainte-Marie-des-Anges                                    | place du Monastère-de-Cimiez                               | 43° 43′ 11,66″ N, 7° 16′ 44,68″ E |                                           |
| Rimiez                | Monastère Sainte-Claire ou monastère des Clarisses ou monastère de la Paix                                                     | Nice-nord                                                 | Sainte-Marie-des-Anges                                    | 30, avenue Sainte-Colette                                  | 43° 43′ 41,13″ N, 7° 16′ 46,86″ E |                                           |
| Le Ray                | Chapelle Saint-Jean-Marie-Vianney ou chapelle Saint-Curé-d'Ars                                                                 | Nice-nord                                                 | Bon-Pasteur                                               | Las Planas avenue de la Serena                             | 43° 43′ 54,26″ N, 7° 14′ 50,94″ E |                                           |
| Saint-Pierre-de-Féric | Chapelle Saint-Pierre (Saint Pierre de Féric)                                                                                  | Nice-nord                                                 | Saint-Jérôme                                              | route de Saint-Pierre-de-Féric                             | 43° 43′ 04″ N, 7° 14′ 11″ E       |                                           |
| Rimiez                | Église Notre-Dame-du-Vallon-des-Fleurs                                                                                         | Nice-nord                                                 | Sainte-Marie-des-Anges                                    | 164, avenue Henry-Dunant                                   | 43° 43′ 52″ N, 7° 16′ 16″ E       |                                           |
| Saint-Sylvestre       | Église Saint-Barthélémy avec le couvent Saint-Barthélémy (désaffecté)                                                          | Nice-nord                                                 | Bon-Pasteur                                               | 11, montée Claire-Virenque                                 | 43° 43′ 06,42″ N, 7° 15′ 17,5″ E  |                                           |
| Vernier               | Église Saint-Étienne | Nice-nord                                                 | Saint-Jérôme                                              | 32, rue Vernier                                            | 43° 42′ 27″ N, 7° 15′ 32″ E       |                                           |
| Saint-Sylvestre       | Église Saint-François-d'Assise                                                                                                 | Nice-nord                                                 | Bon-Pasteur                                               | 16, boulevard Jean-Behra                                   | 43° 43′ 34″ N, 7° 14′ 50″ E       |                                           |
| Le Ray                | Église Saint-Jean-l'Évangéliste                                                                                                | Nice-nord                                                 | Bon-Pasteur                                               | 15, boulevard Comte-de-Falicon                             | 43° 43′ 44,62″ N, 7° 15′ 17,84″ E |                                           |
| Saint-Pancrace        | Église Saint-Pancrace | Nice-nord                                                 | Bon-Pasteur                                               | 1 chemin de l'église Saint-Pancrace                        | 43° 44′ 39″ N, 7° 14′ 28″ E       |                                           |
| Pessicart             | Église Saint-Paul | Nice-nord                                                 | Saint-Jérôme                                              | 28, avenue de Pessicart                                    | 43° 42′ 33″ N, 7° 15′ 10″ E       |                                           |
| Gairaut               | Église Saint-Sauveur (de Gairaut)                                                                                              | Nice-nord                                                 | Bon-Pasteur                                               | Chemin de la chapelle Saint-Sauveur                        | 43° 44′ 14,31″ N, 7° 15′ 32,13″ E |                                           |
| Saint-Lambert         | Église Sainte-Jeanne-d'Arc | Nice-nord                                                 | Saint-Jérôme                                              | 86, avenue Saint-Lambert.                                  | 43° 42′ 48″ N, 7° 15′ 45″ E       |                                           |
| Pasteur               | Chapelle Sainte-Marie centre Hospitalier                                                                                       | Nice-nord                                                 | -                                                         | rue Joseph-Raybaud                                         | 43° 43′ 11,66″ N, 7° 16′ 44,68″ E |                                           |
| Saint-Sylvestre       | Chapelle Notre-Dame | Nice-nord                                                 | Bon-Pasteur                                               | 28, montée Claire-Virenque                                 | 43° 43′ 10″ N, 7° 15′ 17″ E       |                                           |
| Jean-Médecin          | Basilique Notre-Dame de l'Assomption                                                                                           | Nice-centre                                               | Notre-Dame de l’Assomption                                | avenue Jean-Médecin                                        | 43° 42′ 11″ N, 7° 15′ 57″ E       | La basilique Notre-Dame.                  |
| Carabacel             | Église Notre-Dame-des-Grâces (dite « du Vœu », appelée aussi parfois église Saint-Jean-Baptiste)                               | Nice-centre                                               | Saint-Jean-Baptiste – « Le Vœu »                          | 2 rue Alfred-Mortier                                       | 43° 42′ 03″ N, 7° 16′ 35″ E       | Église Notre-Dame-des-Grâces              |
| Rue de France         | Église du Sacré-Cœur ou sanctuaire du Sacré-Cœur                                                                               | Nice-centre                                               | Saint-Ambroise                                            | 22, rue de France                                          | 43° 41′ 48″ N, 7° 15′ 44″ E       |                                           |
| Saint-Philippe        | Église Saint-Philippe (ou chapelle Saint-Philippe-Néri)                                                                        | Nice-centre                                               | Saint-Ambroise                                            | 40, avenue d'Estienne-d'Orves                              | 43° 42′ 01″ N, 7° 14′ 55″ E       | Église Saint-Philippe                     |
| Rue de France         | Église Saint-Pierre-d'Arène | Nice-centre                                               | Saint-Ambroise                                            | 62, rue de France                                          | 43° 41′ 45″ N, 7° 15′ 26″ E       | Église Saint-Pierre-d'Arène               |
| Lingostière           | Chapelle Saint-Sauveur | désaffectée                                               | désaffectée                                               | route de Colomars                                          | 43° 44′ 44″ N, 7° 11′ 28″ E       |                                           |
| Fabron                | Église Notre-Dame-de-la-Madonette                                                                                              | Nice-ouest                                                | Saint-Luc                                                 | 65 chemin du Vallon Barla                                  | 43° 41′ 18″ N, 7° 13′ 45″ E       |                                           |
| L'Arénas              | Église Notre-Dame-de-Lourdes                                                                                                   | Nice-ouest                                                | Saintes-Marguerite                                        | 91 boulevard René-Cassin                                   | 43° 40′ 10″ N, 7° 13′ 13″ E       |                                           |
| Saint-Isidore         | Église Notre-Dame-du-Rosaire ou église de Saint-Isidore                                                                        | Nice-ouest                                                | Saintes-Marguerite                                        | 8, avenue Auguste-Verola                                   | 43° 42′ 40″ N, 7° 11′ 45″ E       |                                           |
| Saint-Antoine         | Église Saint-Antoine Ginestière                                                                                                | Nice-ouest                                                | Saint-Vincent                                             | 281, route de Saint-Antoine                                | 43° 42′ 27″ N, 7° 12′ 59″ E       |                                           |
| Caucade               | Église Saint-Marc | Nice-ouest                                                | Saintes-Marguerite                                        | 180, boulevard Napoléon-III                                | 43° 40′ 39″ N, 7° 13′ 07″ E       |                                           |
| Saint-Roman-de-Bellet | Église Saint-Roman de Bellet                                                                                                   | Nice-ouest                                                | Saint-Vincent                                             | place Louis-Martin                                         | 43° 44′ 41″ N, 7° 12′ 52″ E       |                                           |
| Fabron                | Église Sainte-Hélène | Nice-ouest                                                | Saint-Luc                                                 | 142, avenue de Californie                                  | 43° 41′ 07″ N, 7° 14′ 06″ E       | Église Sainte-Hélène                      |
| Magnan                | Église Sainte-Marie-Madeleine                                                                                                  | Nice-ouest                                                | Saint-Luc                                                 | 2 chemin de la Costière                                    | 43° 42′ 33″ N, 7° 13′ 51″ E       |                                           |
| Saint-Augustin        | Église Sainte-Monique | Nice-ouest                                                | Saintes-Marguerite                                        | 33, boulevard Paul-Montel                                  | 43° 40′ 24″ N, 7° 12′ 29″ E       |                                           |
| Magnan                | Église Sainte-Thérèse-de-l'Enfant-Jésus                                                                                        | Nice-ouest                                                | Saint-Luc                                                 | 13, avenue Joseph-Revelli                                  | 43° 41′ 39″ N, 7° 14′ 41″ E       | L'église Sainte-Thérèse-de-l'Enfant-Jésus |
| Ventabrun             | Chapelle Sainte-Bernadette de Ventabrun                                                                                        | Nice-ouest                                                | Saint-Vincent                                             | 222, chemin de Bellet                                      | 43° 42′ 12″ N, 7° 13′ 44″ E       |                                           |
|                       | Couvent de la Compassion[réf. nécessaire]                                                                                      | Nice-ouest                                                |                                                           | chemin des Treilles                                        |                                   |                                           |
|                       | Chapelle Virgo Fidelis[réf. nécessaire]                                                                                        | Nice-ouest                                                |                                                           | avenue de Sévigné                                          |                                   |                                           |
|                       | Chapelle Sainte-Anne | Nice-nord                                                 |                                                           | avenue Isabelle                                            |                                   |                                           |

### Orthodoxie
| Quartier     | Nom(s) | Rattaché à | Adresse                                 | Coordonnées                                | Photo |
| ------------ | --- | --- | --------------------------------------- | ------------------------------------------ | --- |
| Le Piol      | Cathédrale Saint-Nicolas | Diocèse orthodoxe russe de Chersonèse (Église orthodoxe russe)                                                       | boulevard Tzaréwitch, avenue Nicolas-II | 43° 42′ 13,58″ nord, 7° 15′ 14,28″ est     | |
| Le Piol      | Chapelle du tsarévitch Nicolas Alexandrovitch | Diocèse orthodoxe russe de Chersonèse (Église orthodoxe russe)                                                       | boulevard Tzaréwitch, avenue Nicolas-II | 43° 42′ 15″ nord, 7° 15′ 13″ est           | |
| Jean-Médecin | Église Saint-Nicolas-et-Sainte-Alexandra | Métropole orthodoxe roumaine d'Europe occidentale et méridionale (Église orthodoxe roumaine)                         | 6, rue Longchamp                        | 43° 41′ 57,79″ nord, 7° 16′ 03,39″ est     | |
| Cimiez       | Église Saint-Spyridon | Métropole orthodoxe grecque de France (Patriarcat œcuménique de Constantinople)                                      | 2, avenue Desambrois                    | 43° 42′ 17,29″ nord, 7° 16′ 24,66″ est     | |
| Caucade      | Chapelle Saint-Nicolas (chapelle du cimetière russe de Nice) | Métropole orthodoxe roumaine d'Europe occidentale et méridionale (Église orthodoxe roumaine)                         | 78, avenue Sainte-Marguerite            | 43° 40′ 42,83″ nord, 7° 12′ 57,335″ est    | |
| La Madeleine | Église arménienne Sainte-Marie | Église apostolique arménienne                                                                                        | 281, boulevard de la Madeleine          | 43° 42′ 53″ N, 7° 13′ 28″ E                | Église arménienne Sainte-Marie                                                                                |
|              | Chapelle Sainte-Marguerite | Archidiocèse orthodoxe antiochien de France et d'Europe occidentale et méridionale (Patriarcat orthodoxe d'Antioche) | 249, avenue Sainte-Marguerite           | 43° 41′ 12,2748″ nord, 7° 12′ 09,5767″ est | |
| Le Port      | Chapelle de la Dormition-de-la-Vierge | Éparchie d'Europe occidentale (Église orthodoxe serbe)                                                               | 3, rue Fodéré                           | 43° 41′ 58″ nord, 7° 17′ 04″ est           | La porte d'accès de la chapelle est visible sur le cliché, au rez-de-chaussée de l'immeuble le plus à gauche. |
| Rimiez       | Église (en construction), destinée à accueillir, dans ses propres murs, la paroisse orthodoxe roumaine (actuellement hébergée à l'église catholique Notre-Dame-du-Vallon-des-Fleurs 164, avenue Henry-Dunant). | Métropole orthodoxe roumaine d'Europe occidentale et méridionale (Église orthodoxe roumaine)                         | 22, avenue Henry-Musso                  | 43° 44′ 08″ N, 7° 16′ 16″ E                | |

### Protestantisme
| Quartier      | Nom(s)                                                                    | Église/Organisation                                                | Adresse                    | Coordonnées                            | Photo |
| ------------- | ------------------------------------------------------------------------- | ------------------------------------------------------------------ | -------------------------- | -------------------------------------- | ----- |
| Carabacel     | Poste d'évangélisation                                                    | Armée du salut                                                     | 35 boulevard Dubouchage    | 43° 42′ 04″ nord, 7° 16′ 11″ est       |       |
| Madeleine     | Calvary Chapel Nice                                                       | Calvary Chapel                                                     | 10 avenue Aimé-Martin      | 43° 41′ 34,52″ nord, 7° 14′ 33,38″ est |       |
|               |                                                                           | Chapelle anglicane au cimetière                                    | avenue Sainte-Marguerite   |                                        |       |
| Jean-Médecin  | Église adventiste du septième jour de Nice                                | Église adventiste du septième jour                                 | 24 rue de Paris            | 43° 42′ 17,14″ nord, 7° 16′ 00,1″ est  |       |
| Rue de France | Église anglicane de Nice ou église de la Sainte-Trinité                   | Église anglicane                                                   | 11 rue de la Buffa         | 43° 41′ 49,97″ nord, 7° 15′ 48,54″ est |       |
| Jean-Médecin  | Église de la Transfiguration                                              | Église évangélique luthérienne de France                           | 4 rue Melchior-de-Vogüé    | 43° 42′ 01,91″ nord, 7° 15′ 56,13″ est |       |
| Vernier       | Église évangélique baptiste                                               | Fédération des Églises évangéliques baptistes de France            | 13 rue Vernier             | 43° 42′ 25,57″ nord, 7° 15′ 41,49″ est |       |
| Mantega       | Église protestante évangélique                                            | Communautés et assemblées évangéliques de France                   | 51 bis avenue de Pessicart | 43° 42′ 36,14″ nord, 7° 15′ 01,05″ est |       |
| Rue de France | Temple réformé ou temple du Saint-Esprit (anciennement église américaine) | Église réformée de France                                          | 21 boulevard Victor-Hugo   | 43° 41′ 56,66″ nord, 7° 15′ 50,73″ est |       |
|               | Temple réformé (détruit)                                                  | Église réformée de France                                          | boulevard Dubouchage       |                                        |       |
| Jean-Médecin  | Temple vaudois (reconverti en salle des ventes)                           | Église évangélique vaudoise puis Église consistoriale de Marseille | 50 rue Gioffredo           | 43° 41′ 57,36″ nord, 7° 16′ 21,27″ est |       |

### Autres mouvements chrétiens
| Quartier      | Nom(s)                                                       | Église/Organisation                                  | Adresse                                   | Coordonnées                            | Photo |
| ------------- | ------------------------------------------------------------ | ---------------------------------------------------- | ----------------------------------------- | -------------------------------------- | ----- |
| Saint-Maurice | Temple antoiniste de Nice                                    | Culte antoiniste                                     | 2 avenue de l'Assomption                  | 43° 52′ 10,17″ nord, 7° 26′ 05,14″ est |       |
| Rimiez        | Église de Jésus-Christ des saints des derniers jours de Nice | Église de Jésus-Christ des saints des derniers jours | 5 avenue Thérèse                          | 43° 43′ 25,46″ nord, 7° 16′ 39,95″ est |       |
|               | Première Église du Christ Scientiste                         | Science chrétienne                                   | rue Galléon                               |                                        |       |
|               | Église de Scientologie                                       |                                                      | 24 avenue des Combattants Afrique du Nord |                                        |       |
| Port          | Salle du Royaume                                             | Témoins de Jéhovah                                   | 35 Rue Arson                              | 43,703248 7,288078                     |       |
| Centre        | Salle du Royaume                                             | Témoins de Jéhovah                                   | 13,15 Rue St Joseph                       | 43,706485 7,255949                     |       |
| Canta galet   | Salle du Royaume                                             | Témoins de Jéhovah                                   | 99 Rte de Canta Gallet                    | 43,700825 7,223923                     |       |
| Centre        | Église Apostolique                                           |                                                      | 14 rue d’Alsace-Lorraine                  |                                        |       |

## Judaïsme
| Monument            | Adresse              | Coordonnées                      | Notice         | Protection | Date | Illustration |
| ------------------- | -------------------- | -------------------------------- | -------------- | ---------- | ---- | --- |
| Synagogue de Nice   | 7 rue Gustave-Deloye | 43° 41′ 59″ nord, 7° 16′ 10″ est | « PA06000030 » | inscrite   | 1886 | Synagogue de Nice« Notice de la DRAC sur la synagogue »(Archive.org • Wikiwix • Archive.is • Google • Que faire ?) |
| Synagogue Ashkénaze | 1 rue Blacas         | 43° 42′ 00″ nord, 7° 16′ 14″ est |                |            |      | Image manquante Téléverser                                                                                         |
| Oratoire Viterbo    | 8 rue Marceau        | à géolocaliser                   |                |            |      | Image manquante Téléverser                                                                                         |
| Synagogue Michelet  | 22 rue Michelet      | 43° 42′ 53″ nord, 7° 15′ 33″ est |                |            |      | Image manquante Téléverser                                                                                         |
| Synagogue           | 20 rue Rossini       | à géolocaliser                   |                |            |      | Image manquante Téléverser                                                                                         |

## Islam
| Monument                          | Adresse                        | Coordonnées    | Notice | Protection | Date | Illustration               |
| --------------------------------- | ------------------------------ | -------------- | ------ | ---------- | ---- | -------------------------- |
| Mosquée ar-Rahma (La Miséricorde) | 130, Boulevard de la Madeleine | à géolocaliser |        |            |      | Image manquante Téléverser |

## Bahaïsme
| Monument      | Adresse                    | Coordonnées    | Notice | Protection | Date | Illustration  |
| ------------- | -------------------------- | -------------- | ------ | ---------- | ---- | ------------- |
| Temple baha’i | 24 rue du Maréchal Joffre. | à géolocaliser |        |            |      | Temple baha’i |

## Bouddhisme
| Monument                                        | Adresse | Coordonnées    | Notice | Protection | Date | Illustration               |
| ----------------------------------------------- | ------- | -------------- | ------ | ---------- | ---- | -------------------------- |
| Centre Kagyu Djong Seunam Ling / Palden Shangpa |         | à géolocaliser |        |            |      | Image manquante Téléverser |
| Le Temple zen Gyobutsuji                        |         | à géolocaliser |        |            |      | Image manquante Téléverser |
| Temple de Rigpa                                 |         | à géolocaliser |        |            |      | Image manquante Téléverser |